# Jakob Ladstätter

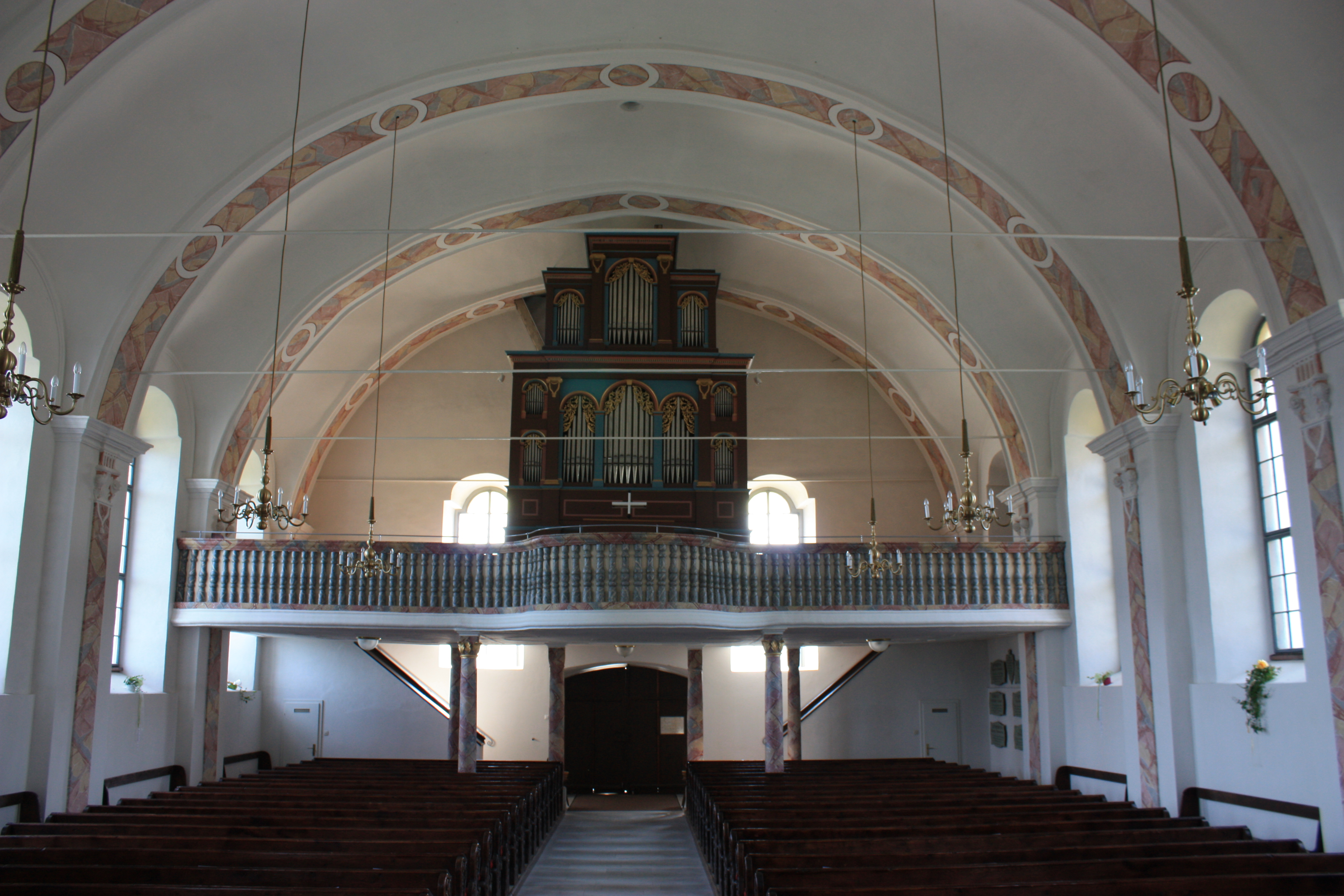
Pfarrkirche Zlan

Jakob Ladstätter  (* 9. November 1804 in Treßdorf im Gailtal; † 25. November 1875 in Stockenboi, Kärnten) war ein österreichischer Orgelbauer.

## Leben
Jakob Ladstätter war ab 1833 beruflich evangelischer Schullehrer in Rattendorf im Gailtal/Kärnten, 1835 bis 1851 dann als Lehrer in Zlan/Kärnten und später als Gastwirt in Stockenboi tätig. Sein Vater Adam Ladstätter fertigte bereits 1805 als Autodidakt eine Orgel ganz aus Holz mit 8 Registern für das evangelische Bethaus in Treßdorf. Jakob Ladstätter fertigte viele Orgeln für evangelische und katholische Kirchen in Kärnten an.
Als sein Hauptwerk gilt die Orgel von Zlan, die ursprünglich 4 Manuale aufwies, wobei auf dem 4. Manual nur ein Harmonium spielbar war, gleich dem Orgelregister Physharmonika. Das 4. Manual wurde 1903 entfernt.

## Werkliste
| Jahr      | Ort                    | Gebäude                                    | Bild | Manuale | Register | Bemerkungen                                      |
| --------- | ---------------------- | ------------------------------------------ | ---- | ------- | -------- | ------------------------------------------------ |
| 1837      | Bad Kleinkirchheim     | Pfarrkirche St. Oswald                     |      | I/P     | 5        | ausschließlich Holzpfeifen                       |
| 1841      | Paternion              | Pfarrkirche Paternion                      |      | I/P     | 12       |                                                  |
| 1844      | Kamering               | Pfarrkirche Kamering Maria Dornach         |      | I/P     | 7        |                                                  |
| 1846      | Fresach                | Evangelische Kirche                        |      | I/P     |          | Restaurierung 2009 durch Anton Škrabl            |
| 1847      | Weißbriach             | Evangelische Kirche                        |      |         |          | nicht erhalten                                   |
| 1848      | Eisentratten           | Evangelische Pfarrkirche                   |      | II/P    | 11       |                                                  |
| 1852      | St. Peter im Katschtal | Kirche St. Peter im Katschtal              |      | II/P    | 14       | barocke Gestaltung des Gehäuses 2004             |
| 1864      | Zlan                   | Evangelische Kirche Zlan                   |      | IV/P    | 28       | ursprünglich 4. Manual nur mit Harmoniumregister |
| nach 1866 | Treßdorf               | Evangelische Kirche Treßdorf               |      | I/P     | 8        |                                                  |
| 1868      | Stockenboi             | Pfarrkirche St. Nikolaus                   |      | I/P     | 8        |                                                  |
| 1874      | Kreuzen                | Pfarrkirche Kreuzen Hll. Veit und Leonhard |      |         |          | 1997 restauriert                                 |